# Nagaon (Distrikt)

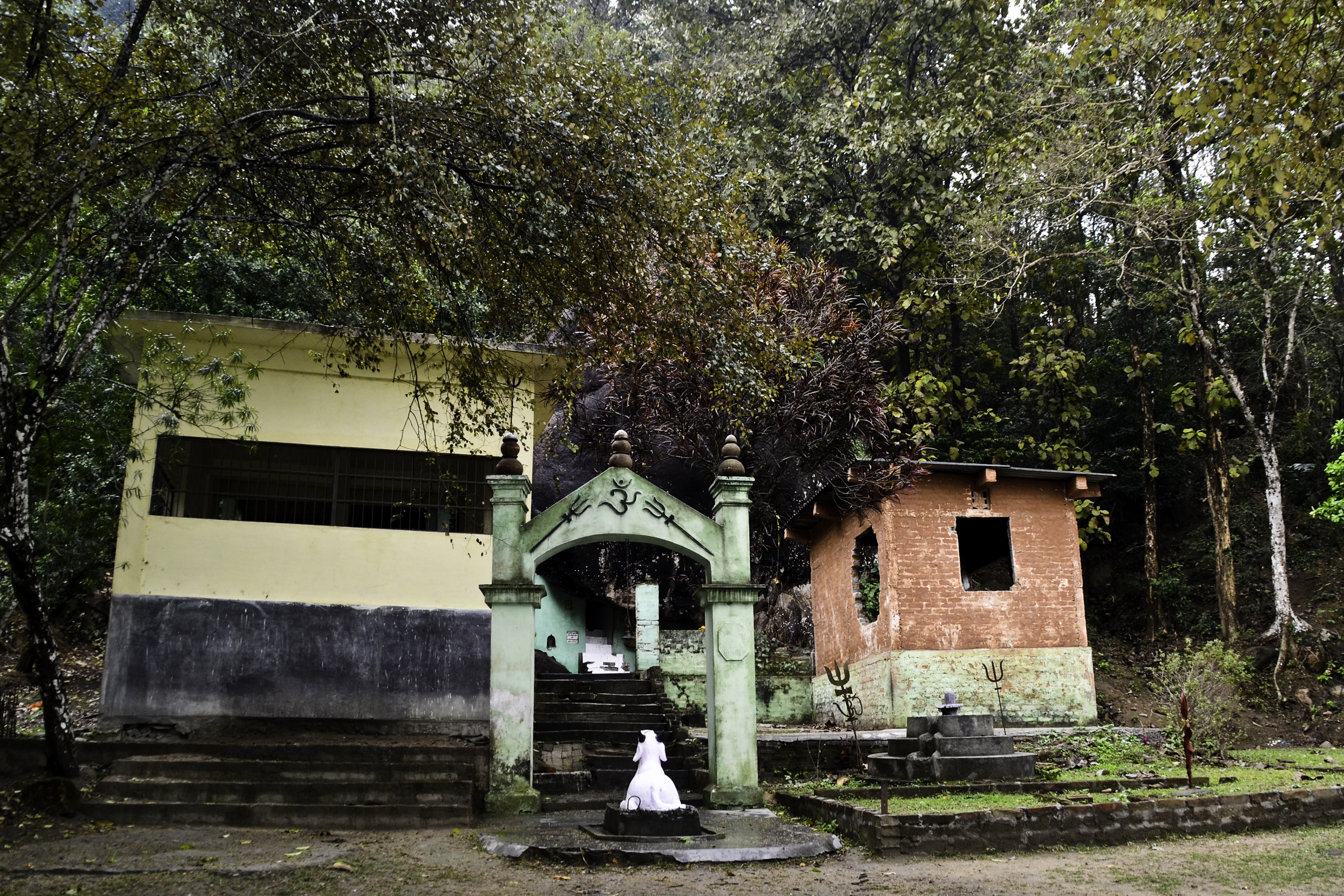
Tempel im Distrikt Nagaon

Nagaon ist ein Distrikt im Zentrum des indischen Bundesstaat Assam. Verwaltungssitz ist die gleichnamige Stadt Nagaon.

## Geografie
Der Distrikt liegt im Zentrum von Assam. Er grenzt im Norden an die Distrikte Biswanath und Sonitpur, im Nordosten an den Distrikt Golaghat, im Osten an den Distrikt Karbi Anglong, im Südosten an den Distrikt Hojai, im Süden und Südwesten an den Distrikt West Karbi Anglong sowie im Westen an den Distrikt
Marigaon.
Der Distrikt liegt überwiegend in der Tiefebene von Assam südlich des Brahmaputras. Nebst dem Brahmaputra gibt es mehrere längere Flüsse, die den Distrikt durchqueren. Die Bedeutendsten sind der Kalang und der Kopili. Der Kaziranga-Nationalpark liegt teilweise in Nagaon. Ebenso das Tierschutzgebiet Lawkhowa Wildlife Sanctuary. Fast die gesamte Fläche des Distrikts sind Ebenen, die von zahlreichen Einzelhügeln durchsetzt sind. Nur die Schutzgebiete und kleine Teile des Gebiets sind noch bewaldet. Im Süden des Distrikts liegt der Dighall Bil, ein verlandender See, der mehr und mehr zu einem Sumpfgebiet wird. Die Fläche beträgt 2287 km².

## Geschichte
Der Distrikt Nagaon teilt die Geschichte mit den Nachbardistrikten. Zuerst gehörte er von 350 bis 1140 zum Reich Kamarupa und nach dessen Verfall zum Gebiet der Baro-Bhuyan. Im 16. Jahrhundert stritten sich Sultanat von Bengalen, die Dynastie Koch, das Königreich Dimasi (auch Königreich Cachari genannt) und das Königreich Ahom um das Gebiet. Von 1681 bis 1816 gehörte es zum Königreich Ahom. Ab 1816 stand das Gebiet unter starkem Einfluss von Birma. Nach dem Ersten Anglo-Birmanischen Krieg kam die Region nach dem Vertrag von Yandaboo unter die Herrschaft der Britischen Ostindien-Kompanie. Diese schuf 1832 den Distrikt Nowgong (heute Nagaon), der das Gebiet der heutigen Distrikte Hojai, Marigaon und Nagaon abdeckte. 1983 kamen bei Pogromen gegen die muslimische Bevölkerung des Distrikts mehr als 2.000 Menschen ums Leben. Bis 1989 blieb dieser Distrikt unverändert bestehen. Dann spaltete sich ein Teil des bisherigen Distrikts ab und wurde zum Distrikt Marigaon. Im Jahr 2015 spaltete sich der südöstliche Teil des Distrikts ab und wurde zum Distrikt Hojai.

## Bevölkerung

### Übersicht
Die Einwohnerzahl lag bei 1.892.550 (2011). Die Bevölkerungswachstumsrate im Zeitraum von 2001 bis 2011 betrug 20,56 % und lag damit sehr hoch. Nagaon hat ein Geschlechterverhältnis von 966 Frauen pro 1000 Männer und damit einen für Indien häufigen Männerüberschuss. Der Distrikt hatte 2011 eine Alphabetisierungsrate von 71,04 %. Knapp 56,2 % der Bevölkerung sind Muslime, rund 42,3 % sind Hindus und etwa 1,2 % sind Christen. 16,3 % der Bevölkerung sind Kinder unter 7 Jahren. Indigene Völker stellen nur rund 4,6 % der Bevölkerung. Knapp 10,4 % der Bevölkerung leben in Städten.

### Einwohnerentwicklung
Wie überall in Indien wächst die Einwohnerzahl im Distrikt Nagaon seit Jahrzehnten stark an. Die Zunahme betrug in den Jahren zwischen 2001 und 2011 20,56 %. In diesen zehn Jahren nahm die Bevölkerung um über 322.000 Menschen zu. Die Entwicklung verdeutlicht folgende Tabelle:

### Bedeutende Orte
Im Distrikt gibt es acht Orte, die als Städte (towns und notified towns) gelten. In diesen Städten wohnen insgesamt 197.184 Menschen oder 10,42 % der Distriktsbevölkerung. Es gibt sechs Orte im Distrikt, die mehr als 10.000 Einwohner zählen. Die beiden anderen Orte sind nur regionale Zentren. Die Einwohnerzahlen der sechs Städte mir über 10.000 Einwohnern sind:
Die als Städte geltenden zwei Siedlungen haben 8052 Einwohner (Rupahi Town) und 6315 Einwohner (Chota Haibor, auch Choto Haibor genannt).

### Volksgruppen
In Indien teilt man die Bevölkerung in die drei Kategorien general population, scheduled castes und scheduled tribes ein. Die scheduled castes (anerkannte Kasten) mit (2011) 156.913 Menschen (8,29 Prozent der Bevölkerung) werden heutzutage Dalit genannt (früher auch abschätzig Unberührbare betitelt). Die scheduled tribes sind die anerkannten Stammesgemeinschaften mit (2011) 86.422 Menschen (4,57 Prozent der Bevölkerung), die sich selber als Adivasi bezeichnen. Zu ihnen gehören in Assam 23 Volksgruppen. Daten zu den einzelnen Volksgruppen sind nur bis Distriktshöhe bekannt. Da sich der Distrikt Hojai erst 2015 abspaltete und die letzte Zählung im Jahr 2011 stattfand, gibt es keine genauen Zahlen zu den Volksgruppen im heutigen Distrikt. Für den alten Distrikt (Grenzen 2011) galten: die Lalung sind die weitaus stärkste Stammesgemeinschaft im Distrikt. Weitere bedeutende Gruppen sind die Bodo (auch Boro genannt), Kachari, Dimasa und Garo. Die Anteile der scheduled tribes sind in den Subdistrikten sehr unterschiedlich. Den niedrigsten Anteil hat der Subdistrikt Rupahi (0,75 %) und den höchsten Anteil an Personen in anerkannten Stammesgemeinschaften hat der Subdistrikt Raha (20,86 %).

## Bildung
Dank bedeutender Anstrengungen steigt die Alphabetisierung. Sie liegt mittlerweile bei rund 71,0 %. Dies ist ein durchschnittlicher Wert für Indien. Im städtischen Bereich können mehr als 90 Prozent der Männer lesen und schreiben. Auf dem Land bei den Frauen dagegen nur rund 65 Prozent. Typisch für indische Verhältnisse sind die starken Unterschiede zwischen den Geschlechtern und der Stadt-/Landbevölkerung.
Die Werte sind in den Subdistrikten allerdings sehr unterschiedlich. Sie schwanken zwischen 83,43 % (Männer 86,48 % und Frauen 80,27 %) im Subdistrikt Nagaon und 62,84 % (Männer 65,18 % und Frauen 60,38 %) im Subdistrikt Dhing. Alle Städte weisen sehr hohe Werte bei der Alphabetisierung auf.
| Alphabetisierung im Distrikt Nagaon    |                   |                   |
| Einheit                                | Volkszählung 2011 | Volkszählung 2011 |
| Einheit                                | Anzahl            | Anteil            |
| GESAMT                                 | 1.125.479         | 71,04 %           |
| Männer                                 | 600.838           | 74,59 %           |
| Frauen                                 | 524.641           | 67,36 %           |
| STADT GESAMT                           | 153.801           | 87,09 %           |
| Stadt-Männer                           | 80.757            | 90,11 %           |
| Stadt-Frauen                           | 73.044            | 83,98 %           |
| LAND GESAMT                            | 971.678           | 69,02 %           |
| Land-Männer                            | 520.081           | 72,65 %           |
| Land-Frauen                            | 451.597           | 65,27 %           |
| Quelle: Ergebnis der Volkszählung 2011 |                   |                   |

## Verwaltung
Der Distrikt teilt sich heute in die sieben Verwaltungsgebiete Dhing, Kaliabor, Kampur, Nagaon, Raha, Rupahi und Samaguri auf.

## Wirtschaft
Die Landwirtschaft ist das Rückgrat der Wirtschaft. Reis ist das Hauptnahrungsmittel der Bewohner und Reis ist die Hauptkultur, die im Distrikt angebaut wird. Daneben umfasst die Wirtschaft des Nagaon-Distrikts einen weiteren wichtigen Sektor, die Fischerei.